# مهدي نوري
مهدي نوري (بالفارسية: مهدی نوری) هو لاعب كرة قدم إيراني في مركز الوسط، ولد في 14 فبراير 1980 في تبريز في إيران. لعب مع نادي برق طهران ونادي بكاه كيلان ونادي بيكان ونادي داماش غيلان ونادي شاهين بوشهر ونادي صنعت نفط عبادان ونادي فولاد خوزستان.